# Ковальчук Єфросинія Денисівна
Єфросинія (Фросина) Денисівна Ковальчук (?, село Козачки, тепер Летичівського району Хмельницької області — ?) — українська радянська діячка, новатор сільськогосподарського виробництва, ланкова колгоспу імені Кірова села Козачки Летичівського району Хмельницької області. Депутат Верховної Ради УРСР 4-го скликання.

## Біографія
Народилася у селянській родині. Трудову діяльність розпочала у колгоспі в селі Козачках Летичівського району Кам'янець-Подільської області.
З 1934 року — ланкова колгоспу імені Кірова села Козачки Летичівського району Хмельницької області. Відзначалася високими врожаями цукрових буряків та картоплі. У 1957 році зібрала по 521 центнеру цукрових буряків із кожного гектара.

## Нагороди
- орден Леніна (26.02.1958)
- медалі